# Grumbach (Werra)
Der Grumbach ist ein 14 km langer, orografisch rechter Zufluss der Werra in Thüringen in Deutschland.

## Verlauf
Die Quellläufe des Grumbaches entwässern den Südwesthang des Hauptkammes des Thüringer Waldes am Rennsteig vom Großen Weißenberg (747 m) nach Nordwesten über den Gerberstein (728 m) bis zum Glöckner (702 m).
Die namentliche Grumbach entsteht in Steinbach durch die Mündung des Kallenbaches von rechts in den Haupt-Quelllauf Steinbach. Unterhalb Steinbachs folgt Bad Liebenstein, dann fließt die Grumbach in einem naturbelassenen Bett vorbei an der Siedlung Sorga und dem Stadtteil Meimers, wechselt seine Fließrichtung in südwestliche Richtung und mündet bei Grumbach, einem Ortsteil von Breitungen, in die Werra.
Außerdem besteht eine unterirdische Verbindung vom Farnbach.

## Name
Der Name des vorbeifließenden Grumbachs ging gleich zweimal auf Orte über: Grumbach als einer der beiden Gründungsorte von (Bad) Liebenstein sowie Grumbach als Ortsteil von Breitungen an der Mündung. Die ehemalige Gemeinde Steinbach wurde auch nach dem gleichnamigen Quellbach benannt.
Der Name leitet sich entweder vom althochdeutschen Verb gruonēn für 'grün, frisch sein' oder von ahd. grunt für 'Grund, Tal, Talgrund' ab.

## Wirtschaftshistorie
Der Ort Steinbach war bereits im Hochmittelalter ein Zentrum von Bergbau und Metallverarbeitung. Am Steinbach wurden bis um 1920 zahlreiche Schleifkoten zur Herstellung von Messerklingen betrieben.
Im Stadtgebiet von Bad Liebenstein wies der Bach durch das von 1948 bis 1990 in Gewässernähe betriebene Leuchtstoffwerk Bad Liebenstein signifikante Belastungen  mit Schadstoffen, vor allem Cadmium, auf. Im Zuge des Abrisses der Industriebrache erfolgte ab 2003 auch eine Dekontamination und Sanierung des Fließgewässers. Heute speist der Grumbach die Teiche im Elisabeth- und Stadtpark der Stadt Bad Liebenstein.